# Vincennes (zámek)
Zámek Vincennes (francouzsky Château de Vincennes) je zámek ve Francii, který se nachází ve městě Vincennes na jihovýchodním okraji Paříže. Jedná se původně o královský hrad. Jeho donjon je 50 metrů vysoký a je jeden z nejvyšších ve Francii.

## Architektura
Vlastní zámecký areál má obdélníkový půdorys, který je obehnán 1,2 km dlouhou zdí s devíti původně asi 40 m vysokými věžemi a 27 m širokým vodním příkopem. Na západní straně je hradba přerušena opevněnou obytnou věží. Má čtvercový půdorys o délce 16,20 m a šest pater. Tloušťka její stěny dosahuje asi 3,30 m. Vlastní zámecké budovy tvoří pavilon krále a pavilon královny v jižní části areálu stojící proti sobě a mezi nimi je nádvoří. Severně od nich stojí zámecká kaple Sainte-Chapelle, která byla postavena v letech 1380-1552 a je velmi podobná stejnojmenné kapli na ostrově Cité v Paříži.

## Historie
Vincenneský lesík byl oblíbeným loveckým revírem krále Ludvíka VII., který kolem roku 1150 nechal postavil uprostřed lesů lovecký zámeček. Ve 13. století jej králové Ludvík IX. a Filip II. August nechali přestavět na královský hrad. V tomto loveckém zámečku zemřeli Ludvík X. Francouzský a Karel IV., poslední Kapetovci na francouzském trůnu. Karlův následovník Filip VI. plánoval od roku 1337 zřízení donjonu v západní části objektu, jehož stavba proběhla během stoleté války za vlády Jana II. a jeho nejstaršího syna Karla V. a byla dokončena v roce 1373. V těchto dobách sloužila dobře opevněná pevnost jako králova rezidence. V 17. století připojil Louis Le Vau, královský architekt Ludvíka XIV. dvě křídla, pavilon krále a pavilon královny. Zámek se stal třetí královskou rezidencí. Když jej královský dvůr opustil, sloužil Vincennes jako státní vězení, kde byli mj. vězněni markýz de Sade, hrabě Mirabeau nebo Denis Diderot. V roce 1739 byla v zámku založena manufaktura na výrobu porcelánu, která v roce 1756 přesídlila do města Sèvres. Za Velké francouzské revoluce od roku 1796 byl zámek využíván rovněž jako arzenál.

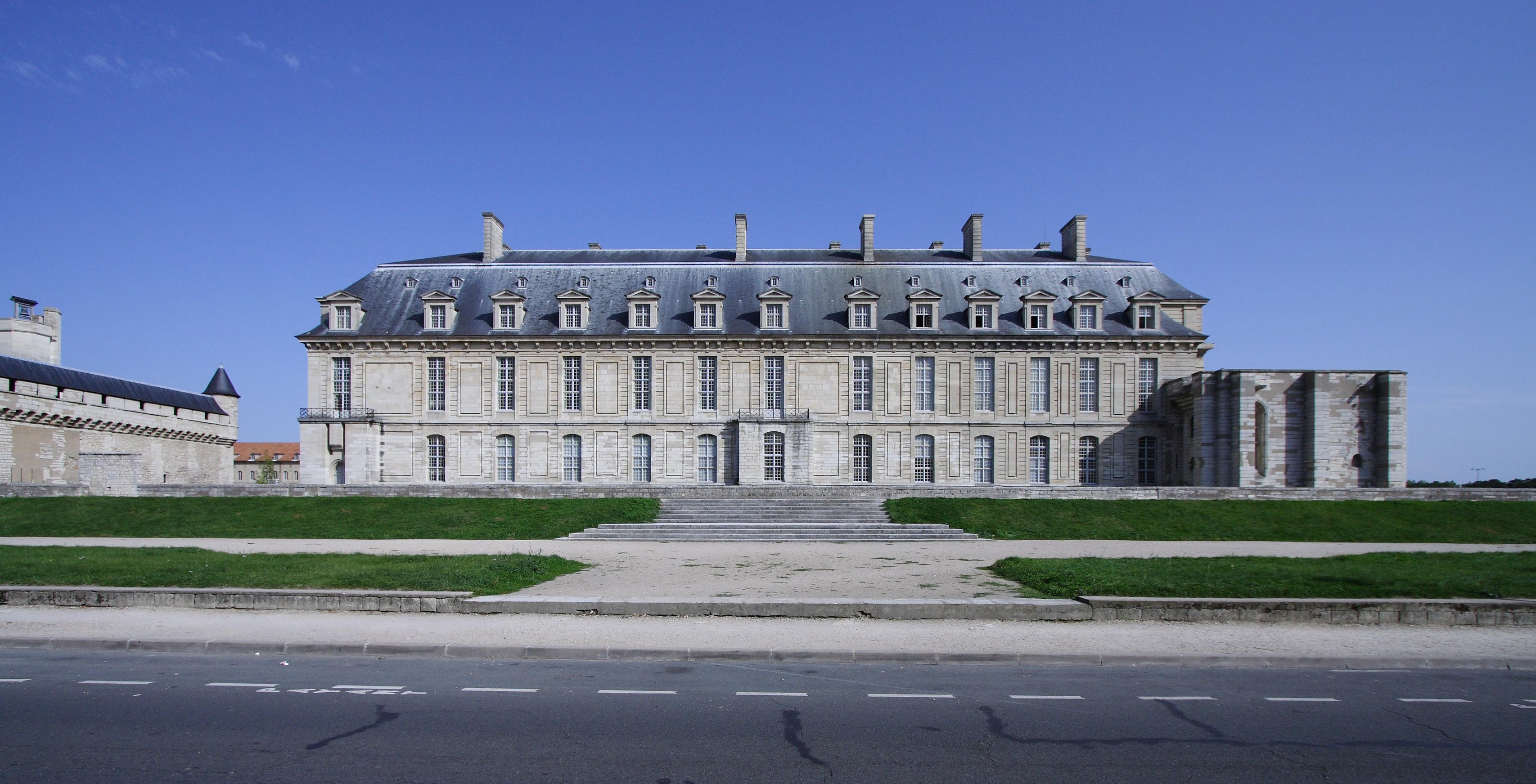
Králův pavilon

V roce 1804 byl v hradním příkopu popraven Louis Antoine Henri de Bourbon Condé, vévoda d'Enghien na příkaz Napoleona za údajné spiknutí. 15. října 1917 zde byla popravena Mata Hari za údajnou špionáž pro Německo.
Zámecký park byl v 19. století přeměněn ve stylu anglické zahrady. Napoleon III. předal území o rozloze téměř 10 km2 v roce 1860 jako veřejné prostranství městu Paříži.
V roce 1940 byl zámek sídlem francouzského generálního štábu při neúspěšné obraně země proti německé invazi, poté jej do roku 1944 obývala okupační německá armáda.
V roce 1964 zvažoval tehdejší francouzský prezident Charles de Gaulle přeložení svého sídla z Elysejského paláce v centru Paříže do Vincennes, avšak z plánu sešlo.
Zámek dodnes slouží ministerstvu obrany, které zde umístilo vojenský archiv a centrum vojenského historického výzkumu a rovněž ministerstvu kultury, jehož středisko pro historické památky zde rovněž sídlí.
Od roku 1988 proběhly rozsáhlé rekonstrukční práce prováděné ministerstvem kultury a ministerstvem obrany. Zámecká kaple a donjon byly pečlivě restaurovány.